# NGC 565
NGC 565 is een spiraalvormig sterrenstelsel in het sterrenbeeld Walvis. Het hemelobject werd op 2 november 1867 ontdekt door George Mary Searle.

## Synoniemen
- PGC 5481
- UGC 1052
- MCG 0-4-158
- ZWG 385.153
- DRCG 7-47